# Phyllangia dispersa
Espèce
Statut CITES
Phyllangia dispersa est une espèce de coraux appartenant à la famille des Caryophylliidae.